# Pujol del Riba
El Pujol del Riba és una muntanya de 488 metres que es troba al municipi de Font-rubí, a la comarca de l'Alt Penedès.